# Emmanuel Karagiannis
Emmanuel Manu Karagiannis est un footballeur international belge, né le 22 novembre 1966 à Leut, Maasmechelen (Belgique).

## Biographie
Le milieu de terrain a joué huit fois pour l'équipe nationale de Belgique de 1995 à 1998.

## Palmarès
- International A de 1995 à 1998 (8 selections)
- Vice-Champion de Belgique en 1996 avec le RSC Anderlecht